# 十太夫
十太夫（じゅうだゆう）は、かつて千葉県流山市にあった地名。郵便番号は270-0133であった。

## 地理
流山市の中部に位置した。地域の南部は流山おおたかの森駅に近接し、流山市の新拠点として都市再生機構により｢流山都市計画事業新市街地地区一体型特定土地区画整理事業｣が行われていた。また、地域内には流山豊四季霊園があった。東は駒木、西・南は東初石、北は美田と接していた。

## 歴史

### 地名の由来
新田開拓者の名前より十太夫新田とし、後に地名から新田を外し、十太夫とした。

### 沿革
- 1869年（明治2年） 葛飾県葛飾郡十太夫新田となる。
- 1871年（明治4年） 廃藩置県により印旛県葛飾郡十太夫新田となる。
- 1873年（明治6年）　県の統合及び、郡の分割により千葉県東葛飾郡十太夫新田となる。
- 1889年（明治22年）　東葛飾郡思井村、芝崎村、前平井村、後平井村、古間木村、長崎村、中村、名都借村、野々下村、前ヶ崎村、向小金新田、大畔新田、駒木村、市野谷村、駒木新田、青田新田、初石新田と合併し、東葛飾郡八木村大字十太夫新田となる。
- 1951年（昭和26年）4月1日　流山町、新川村と合併し、東葛飾郡江戸川町大字十太夫新田となる。
- 1952年（昭和27年）1月1日　江戸川町が流山町に改称。東葛飾郡流山町大字十太夫新田となる。
- 1967年（昭和42年）1月1日　市制施行により、流山市大字十太夫新田となる。
- 1971年（昭和46年）5月　大字十太夫新田の大部分、大字駒木の一部より、大字十太夫を新設する。
- 2019年（令和元年）5月11日　前日に新市街地地区一体型特定土地区画整理事業の換地処分の公告が行われたことに伴い、町名地番変更が行われ[4]、一部がおおたかの森北一丁目 - 三丁目およびおおたかの森東一丁目 - 四丁目の各一部となる[5]。また、一部が駒木・美田・東初石三丁目に編入される[5]。これにより十太夫は消滅[6]。

## 町名の変遷
| 実施後 | 実施年月日 | 実施前（各町名ともその一部）                                                     |
| ------ | ---------- | -------------------------------------------------------------------------------- |
| 十太夫 | 1971年5月  | 大字十太夫新田字小山、字東、字南割、字南沢、大字駒木字中橋上、大字駒木新田字小山 |

## 世帯数と人口
2017年（平成29年）11月1日時点の世帯数と人口は以下のとおりであった。
| 大字   | 世帯数    | 人口    |
| ------ | --------- | ------- |
| 十太夫 | 2,452世帯 | 6,520人 |

## 施設
- 流山市立小山小学校 － 十太夫字小山
- 流山豊四季霊園 － 十太夫字小山